# Kino Art
Kino Art je dvousálové kino ve čtvrti Veveří v Brně, mezi ulicemi Cihlářská a Botanická. Jako jedno ze tří tradičních brněnských kin přežilo nástup multiplexů v 90. letech 20. století. Provozuje jej městská příspěvková organizace TIC Brno a jeho součástí je také Café Art a ve foyer kina Galerie Art. Kino disponuje velkým a malým sálem.
V prostoru Galerie TIC v Radnické ulici funguje ve spolupráci s Kinem Art malé klubové Kino CIT.

## Historie
Kino začalo promítat v původně učňovském domově 24. března 1919, ale bez potřebné licence na provoz, kterou získalo až roku 1922. Původně se pod názvem Jugendkino (Jugend-Kino) zaměřovalo převážně na brněnskou německou mládež, na počátku 30. let se vedly dlouhé debaty o jeho pojmenování a také o koncepci, až začalo fungovat jen pod neutrálním názvem Kino. Postupně se ale přeměnilo na klubové kino (Studio), od roku 1948 pak existovalo pod názvem Kino náročného diváka. Současný název Art získalo v roce 1969. Kvůli technickým závadám bylo v roce 1973 dočasně uzavřeno.

## Budova

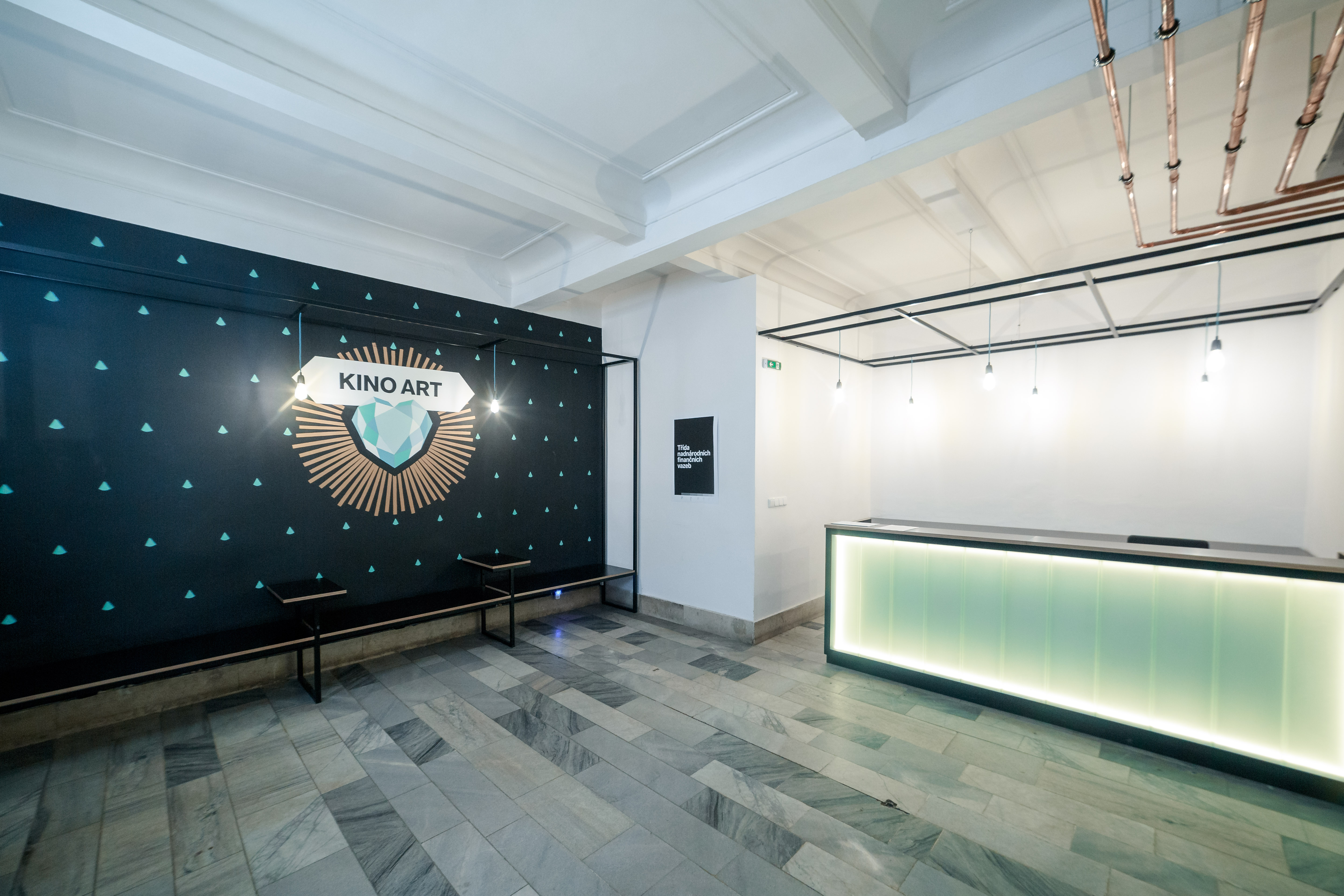
Pokladna kina Art (2020)

Funkcionalistická budova kina má hlavní vstup z Cihlářské ulice (č. 19) a vstup do kancelářské části z Botanické ulice (č. 16). V době zahájení provozu měl hlavní sál 240 sedadel, později byl počet zvýšen až na 466. V minulosti byl hlavní vstup z Botanické ulice, po úpravách však došlo ke změně. Později vznikl v předsálí také malý sál a kavárna. V roce 2008 byly vyměněny staré polstrované dřevěné sedačky za nové. V roce 2011 došlo na opravu střechy a digitalizaci projekční techniky. Další rekonstrukce byla plánována jako pětiměsíční na rok 2017. Provoz kina se dočasně přesunul do klubu Distillery v budově bývalého lihovaru v Pekařské ulici. Stavební práce byly zahájeny v květnu 2017, nalezení azbestu v konstrukci však znamenalo prodloužení i prodražení rekonstrukce. Od listopadu 2017 tak kino Art působilo v prostorách Galerie TIC v Radnické ulici, kde vytvořilo kinosál o kapacitě 40 míst s názvem No Art. V letní sezóně 2019 se promítalo také v Kabinetu múz a formou letního kina i v zahradě vily Löw-Beer v Černých Polích. Celková dvouletá rekonstrukce, jejíž náklady dosáhly výše 24 milionů korun, byla ukončena v létě 2019 a kino Art bylo znovu otevřeno 13. září 2019. Po modernizaci činí kapacita velkého sálu 152 míst a malého sálu 32 míst. První a druhé patro budovy je využíváno jako kancelářské prostory různých subjektů.